# Michal Čupr
Pour les articles homonymes, voir Jurka.
Michal Čupr, né le 23 décembre 1991 à Ústí nad Labem, est un escrimeur tchèque pratiquant l'épée.

## Carrière sportive
Čupr participe à deux épreuves aux Jeux européens de 2023 à Cracovie : en individuel, Čupr s'incline au premier tour contre le Portugais Felipe Frazão avec 12 à 15, alors qu'il termine sixième avec l'équipe.
Un an plus tard, lui et son équipe échouent au pied du podium des Championnats d'Europe de Bâle. Aux Jeux olympiques de 2024 à Paris, Čupr ne participe pas à la compétition individuelle, mais entre dans la compétition par équipes avec Jiří Beran, Martin Rubeš et Jakub Jurka ; ils battent l'Italie 43 à 38 lors du premier match. Bien que les Tchèques perdent en demi-finale contre le Japon 37 à 45, ils remporte ensuite la médaille de bronze grâce à leur victoire 43 à 41 contre la France.